# Ernie Wakely
Ernest Alfred Linton „Ernie“ Wakely (* 27. November 1940 in Flin Flon, Manitoba) ist ein ehemaliger kanadischer Eishockeytorwart, der von 1962 bis 1979 für die Montréal Canadiens und St. Louis Blues in der National Hockey League sowie die Winnipeg Jets, San Diego Mariners, Cincinnati Stingers, Houston Aeros und Birmingham Bulls in der World Hockey Association spielte.

## Karriere
Als Junior spielte er bei den Winnipeg Braves, mit denen er 1959 den Memorial Cup gewinnen konnte. In der WHL machte er seine ersten Erfahrungen im Profibereich bei den Winnipeg Warriors. Mit Harry Lumley stand ihm ein erfahrener NHL-Torwart vergangener Jahre zur Seite.
Die Montreal Canadiens hatten seine Rechte für die NHL. Sie holten ihn als hoffnungsvollen Nachwuchstorhüter in ihr Farmteam zu den Hull-Ottawa Canadiens in die EPHL. In der NHL war der Stammplatz mit der Torwartlegende Jacques Plante fest besetzt und so blieb ein Einsatz in der Saison 1962/63 lange sein einziges NHL-Erlebnis.
In den folgenden Jahren folgten Einsätze bei den Omaha Knights in der CPHL, in der AHL bei den Quebec Aces und den Cleveland Barons sowie in der WHL für die Seattle Totems. Zu seinem zweiten Einsatz bei den Canadiens kam er in der Saison 1968/69. Das Team war mit Rogatien Vachon, Gump Worsley und Tony Esposito auf der Torwartposition jedoch so gut besetzt, dass er keine echte Chance auf einen Platz dort hatte.
In der Saison 1969/70 waren die St. Louis Blues auf der Suche nach einem jüngeren Torwart. In den ersten Jahren nach der Expansion hatten Jacques Plante und Glenn Hall das Team zu einer der erfolgreichsten der neuen Mannschaften gemacht. Doch beide waren nun über 40 Jahre alt und so holten sie den knapp 30-jährigen Wakely. Im Tausch ging unter anderem Norm Beaudin nach Montreal. In den drei Jahren bei den Blues konnte er seine NHL-Tauglichkeit unter Beweis stellen und wurde auch mit einer Nominierung zum NHL All-Star Game geehrt.
Mit der World Hockey Association kam eine neue Liga auf, die vor allem nach starken Spielern in der NHL suchte, die nicht so im Rampenlicht standen. Wakeley passte genau in das Anforderungsprofil und da das Angebot nicht nur lukrativ war, sondern mit den Winnipeg Jets auch noch ein Team aus seiner Heimatregion anfragte, war die Entscheidung für einen Wechsel nicht schwer. Hier bildete er in der Saison 1972/73 mit Joe Daley ein Torwartgespann. Die beiden wurden Dauerbrenner in der Liga. Die Jets hatten so einen guten Rückhalt und im Angriff führten Bobby Hull und Norm Beaudin das Team.
Kurz nach Beginn der Saison 1974/75 wechselte er zu den San Diego Mariners, bei denen er in drei Spielzeiten fast alle Franchise-Rekorde aufstellte. Nachdem die Mariners aufgelöst wurden, startete er in die Saison 1977/78 für die Cincinnati Stingers, doch kurz nach Saisonbeginn wechselte er zu den Houston Aeros.
Die Saison 1978/79 war nicht nur die letzte der WHA, sie war auch seine letzte Spielzeit. Bei den Birmingham Bulls setzte man auf die Jugend, um hier aber dem hoffnungsvollen Pat Riggin einen erfahrenen Mann zur Seite zu stellen, holte man den inzwischen 37 Jahre alten Wakely. Er unterstützte den Nachwuchskeeper und schaffte es auch, die Rekorde für die meisten Spiele und Shutouts in der WHA aufzustellen. Nur bei den Siegen blieb sein ehemaliger Teamkollege Joe Daley ihm um drei voraus.

## Sportliche Erfolge
- Memorial Cup: 1959
- Adams Cup (CPHL): 1964

### Persönliche Auszeichnungen
- Terry Sawchuk Trophy (Wenigste Gegentore in der CPHL): 1964
- CPHL Second All-Star Team: 1968
- AHL Second All-Star Team: 1969
- WHA Second All-Star Team: 1978
- Teilnahme am NHL All-Star Game: 1971
- Teilnahme am WHA All-Star Game: 1973, 1974

## Rekorde
- 334 Spiele und 19.331 gespielte Minuten als Torwart in der regulären Saison der World Hockey Association
- 16 Shutouts in der regulären Saison der World Hockey Association